# Alcimosphenus licinus
Alcimosphenus licinus är en spindelart som beskrevs av Simon 1895. Alcimosphenus licinus ingår i släktet Alcimosphenus och familjen käkspindlar. Inga underarter finns listade i Catalogue of Life.